# فرانسيس فاغنر
فرانسيس فاغنر هي جيولوجية كندية، ولدت في 28 مايو 1927، وتوفيت في 8 نوفمبر 2016.